# Олег Ярославич
Оле́г Яросла́вич (Настасьич) (дата рождения неизвестна — ум. 1188, Галич) — князь галицкий (в 1187—1188), побочный сын князя галицкого Ярослава Владимировича Осмомысла и его любовницы Анастасии Чарг, известный по прозвищу (матчеству) «Настасьич». Представитель первой галицкой династии. Рюрикович в 11 колене.
После разрыва Ярослава Осмомысла с его женой Ольгой, дочерью Юрия Долгорукого, та была вынуждена в 1170 году бежать вместе с их единственным сыном Владимиром. Ярослав в это время отдавал предпочтение сыну Настасьи Олегу перед законным сыном.
Умирая, Ярослав Осмомысл завещал галицкое княжение в обход законного старшего сына Владимира побочному младшему любимому сыну Олегу (Настасьичу). Владимиру же отдал Перемышль. Но едва Осмомысл умер, Владимир Ярославич с боярами нарушил клятву, данную умирающему князю, выгнал Олега из Галича и сам стал княжить на Галицком столе.

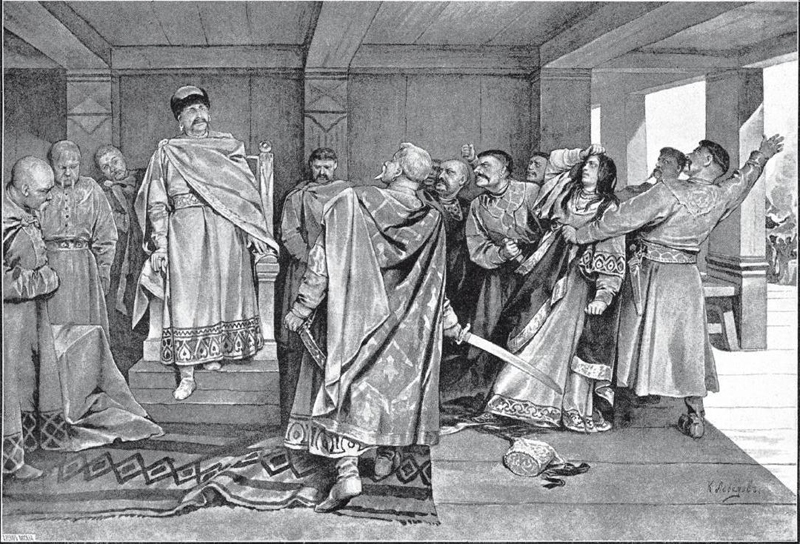
Галицкие бояре тащат на костер попадью-колдунью, любимицу князя Ярослава Осмомысла. Рисунок Клавдия Лебедева

Олег бежал в Овруч к принявшему его Рюрику Ростиславичу. Русская летопись более об Олеге Ярославиче не упоминает. Однако в польских источниках есть сведения, что Олег, не получив помощи от Рюрика, пошел к польскому королю Казимиру и вместе с ним отправился против Владимира. В состоявшемся сражении тот был разбит и бежал в Венгрию (в русских источниках сообщается, что Владимир бежал вследствие мятежа галицких бояр, недовольных своим князем, не любившим заниматься государственным делами, а отдававшим предпочтение питию). Олег стал княжить в Галиче, но вскоре был отравлен, после чего бояре призвали на княжение Романа Мстиславича.